# The Very Best of Elton John
The Very Best of Elton John è una raccolta del musicista britannico Elton John, pubblicata dalla Polygram il 1º ottobre del 1990.

## Descrizione
Si presenta come la quarta raccolta ufficiale del pianista di Pinner, dopo Elton John's Greatest Hits (1974), Elton John's Greatest Hits Volume II (1977) e Elton John's Greatest Hits Vol. 3 (1987). Il disco, per la prima volta nella storia della discografia eltoniana, lancia uno sguardo alla carriera della rockstar nella sua completezza: i 30 brani inclusi costituiscono i classici più famosi dell'artista britannico e vanno da Your Song, prima hit di Elton e Bernie (composta nel 1969 e proveniente dall'album del 1970 Elton John) alle recentissime Easier to Walk Away e You Gotta Love Someone (composte proprio nel 1990). Assente la famosissima Tiny Dancer, non essendo stata tra i singoli di maggiore successo a livello di classifiche.
The Very Best of Elton John, giudicato in maniera favorevolissima dalla critica, fu distribuito come doppio CD e doppio LP nel Regno Unito e in moltissimi Paesi come Italia, Giappone e Australia (ma non negli Stati Uniti). Ebbe un grandissimo successo toccando la vetta delle classifiche in tutto il mondo, ad esempio in Gran Bretagna (dove poco tempo prima avevano raggiunto la #1 sia l'album Sleeping with the Past che il doppio Sacrifice/Healing Hands, certificato come terzo singolo più venduto in Inghilterra nel 1990). In questa nazione la raccolta rimase per due settimane in prima posizione e per nove settimane al secondo posto; passò inoltre 145 settimane nella UK Top 200 album chart, con un totale di 11 rientrate. Il 1º marzo 1995 il disco sarà certificato per nove volte disco di platino dalla BPI, e attualmente occupa la diciassettesima posizione nella classifica degli album più venduti nel Regno Unito, con circa 2,5 milioni di copie vendute (in tutto vendette oltre 15 milioni di copie). The Very Best of Elton John conseguì la #1 anche in Svizzera, Australia, Francia, Italia, Norvegia e Svezia, mentre in Germania si posizionò al secondo posto.
In seguito furono distribuiti ufficialmente i videoclip di alcuni brani, prima in VHS e laserdisc (1990), e poi in DVD (2000).

## Tracce
Tutti i brani sono stati composti da Elton John e Bernie Taupin, salvo dove indicato diversamente. Nella versione LP mancano Pinball Wizard, The Bitch Is Back, I Don't Wanna Go on with You like That e Easier to Walk Away.

### Disco 1
1. Your Song – 4:02
2. Rocket Man (I Think It's Going To Be a Long Long Time) – 4:42
3. Honky Cat – 5:15
4. Crocodile Rock – 3:57
5. Daniel – 3:55
6. Goodbye Yellow Brick Road – 3:17
7. Saturday Night's Alright for Fighting – 4:56
8. Candle in the Wind – 3:51
9. Don't Let the Sun Go Down on Me – 5:58
10. Lucy in the Sky with Diamonds (Lennon/McCartney) – 6:16
11. Philadelphia Freedom – 5:42
12. Someone Saved My Life Tonight – 6:46
13. Pinball Wizard (Townshend) – 5:15
14. The Bitch Is Back – 3:45

### Disco 2
1. Don't Go Breaking My Heart (con Kiki Dee) (Ann Orson/Carte Blanche) – 4:32
2. Bennie and the Jets – 5:21
3. Sorry Seems to Be the Hardest Word – 3:50
4. Song for Guy – 6:41
5. Part-Time Love (John/Osborne) – 3:15
6. Blue Eyes (John/Osborne) – 3:28
7. I Guess That's Why They Call It the Blues (John/Johnstone/Taupin) – 4:45
8. I'm Still Standing – 3:03
9. Kiss the Bride – 3:55
10. Sad Songs (Say So Much) – 4:10
11. Passengers (John/Johnstone/McHize/Taupin) – 3:24
12. Nikita – 5:44
13. I Don't Wanna Go on with You like That – 3:59
14. Sacrifice – 5:08
15. Easier to Walk Away – 4:24
16. You Gotta Love Someone – 5:00

## B-sides
| Song                                | Format                                |
| ----------------------------------- | ------------------------------------- |
| "Medicine Man"                      | You Gotta Love Someone 7"/12"/CD (UK) |
| "Medicine Man (with Adamski)"       | You Gotta Love Someone 12"/CD (UK)    |
| "Made for Me"                       | Easier to Walk Away 12"/CD (UK)       |
| "I Swear I Heard the Night Talking" | Easier to Walk Away 7"/12"/CD (UK)    |

## Classifiche
| Anno | Classifica | Posizione |
| ---- | ---------- | --------- |
| 1990 | Australia  | 1         |

| Anno | Classifica  | Posizione |
| ---- | ----------- | --------- |
| 1990 | Regno Unito | 1         |

| Anno | Classifica | Posizione |
| ---- | ---------- | --------- |
| 1990 | Italia     | 1         |

## Certificazioni
| Organizzazione | Livello    | Data             |
| -------------- | ---------- | ---------------- |
| BPI – UK       | Oro        | 1º novembre 1990 |
| BPI – UK       | Platino    | 1º novembre 1990 |
| BPI – UK       | 2x Platino | 1º novembre 1990 |
| BPI – UK       | 3x Platino | 1º novembre 1990 |
| BPI – UK       | 5x Platino | 1º marzo 1991    |
| BPI – UK       | 6x Platino | 1º maggio 1991   |
| BPI – UK       | 7x Platino | 1º novembre 1991 |
| BPI – UK       | 8x Platino | 1º marzo 1995    |
| BPI – UK       | 9x Platino | 1º marzo 1995    |

## Curiosità
Nel 2006 l'emittente radiofonica Capital Gold ha inserito il disco nella sua lista dei 500 migliori album in classifica (al 204º posto).

## I videoclip (VHS/laserdisc/DVD)
1. Your Song (Top of the Pops live 1971)
2. Daniel (German live 1973)
3. Goodbye Yellow Brick Road (Top of the Pops live 1973)
4. Don't Go Breaking My Heart (con Kiki Dee)
5. Sorry Seems to Be the Hardest Word (BBC Live Christmas Show)
6. Rocket Man (I Think It's Going To Be a Long Long Time) (Wembley live 1977)
7. Blue Eyes
8. I Guess That's Why They Call It the Blues
9. I'm Still Standing
10. Kiss the Bride
11. Sad Songs (Say So Much)
12. Passengers
13. Nikita
14. Wrap Her Up
15. Candle in the Wind (Australia live 1987)
16. Saturday Night's Alright for Fighting (Prince's Trust live 1987)
17. I Don't Wanna Go on with You like That
18. Philadelphia Freedom (Verona live 1989)
19. Sacrifice
20. You Gotta Love Someone